# Gran Sinagoga d'Alger
La Gran Sinagoga d'Alger era un edifici religiós jueu localitzat a la ciutat d'Alger, la capital del país africà d'Algèria. L'11 de desembre de 1960, la sinagoga va ser atacada per un grup radical àrab que va profanar els rotllos de la Torà i els llibres d'oració. Després que els jueus van ser expulsats d'Alger, la sinagoga va ser convertida en una mesquita i un minaret va ser agregat. Actualment s'anomena mesquita Ben Farès.